# 10-й розділ Кодексу США
10-й розділ Кодексу США (англ. Title 10 of the United States Code) — розділ Кодексу Сполучених Штатів Америки, який безпосередньо визначає місце та роль Збройних сил країни, у відповідності до зведеної кодифікації федерального законодавства США.

## Зміст
Цей розділ визначає законодавчу базу щодо призначення, функцій, завдань та організації усіх компонентів Збройних сил, а також місце й роль їх керівних структур, зокрема міністерства оборони США.
Кожний з п'яти підрозділів 10-го розділу присвячений певній галузі права, що стосується виду збройних сил США або іншому правовому напрямку їх діяльності.

## Підрозділи 10-го розділу Кодексу США
- Підрозділ «A» — Загальні військові закони (англ. General Military Law) (§§ 101-2925)
- Підрозділ «B» — Армія США (англ. Army) (§§ 3001-4842)
- Підрозділ «C» — Військово-морські сили та Корпус морської піхоти США (англ. Navy and Marine Corps) (§§ 5001-7921)
- Підрозділ «D» — Військово-повітряні сили (англ. Air Force) (§§ 8010-9842)
- Підрозділ «E» — Резервні компоненти (англ. Reserve Components) (§§ 10001-18506)